# Forretningsdrevet samfundsansvar
|  | Sammenskrivningsforslag Artiklen Forretningsdrevet samfundsansvar er foreslået føjet ind i Corporate Social Responsibility. (Siden april 2017) Diskutér forslaget Kort begrundelse: Eventuelt brugbart materiale er stort set allerede indeholdt dér (oprettet af samme bruger) |

|  | Spekulativ artikel Bemærk at denne artikel er præget af spekulationer og bør omskrives, så fakta er understøttet af verificerbare kilder. |

Virksomheders samfundsansvar – eller Corporate Social Responsibility (CSR) – er et internationalt fænomen, hvor virksomheder tager sociale og miljømæssige hensyn. Når indsatsen hænger sammen med forretningen, kan samfundsansvar skabe værdi for virksomheden, også kaldet forretningsdrevet samfundsansvar. Det handler med andre ord om at fokusere sin indsats, så den passer ind i virksomhedens øvrige aktiviteter, udfordringer og markedsrelationer. Hvis indsatsen er forretningsdrevet og supplerer virksomhedens kerneforretning, så kan det være med til at styrke virksomhedens konkurrenceevne og indtjening. 
En virksomhed tager samfundsansvar, når den fx:
- stiller krav til leverandører om at overholde menneskerettigheder, arbejdstagerrettigheder, og samarbejder med leverandører om at forbedre sociale og miljømæssige forhold
- arbejder med miljø- og klimaledelse
- arbejder for at forbedre medarbejderforhold og arbejdsmiljø
- udvikler nye produkter eller ydelser, der indeholder en social eller miljømæssig dimension

I praksis handler forretningsdrevet samfundsansvar om at arbejde strategisk med samfundsansvar og sikre gennemførelse, styring og ledelse af indsatsen. Det handler også om, at virksomheden kommunikerer aktivt om sin indsats til kunder, forbrugere, interesseorganisationer m.v.

## Læs også
- CSR
- Redegørelse for samfundsansvar for større virksomheder

## Eksterne links
- Samfundsansvar.dk Arkiveret 2. juni 2009 hos  Wayback Machine Erhvervs- og Selskabsstyrelsens portal om CSR
- Blog på Samfundsansvar.dk Arkiveret 14. september 2013 hos  Wayback Machine Blog med aktuelle indlæg fra skribenter fra bl.a. erhvervsliv, organisationer og forskningsverdenen
- Regeringens handlingsplan for virksomheders samfundsansvar, maj 2008 Arkiveret 5. marts 2016 hos  Wayback Machine